# Gombe-Stream-Nationalpark

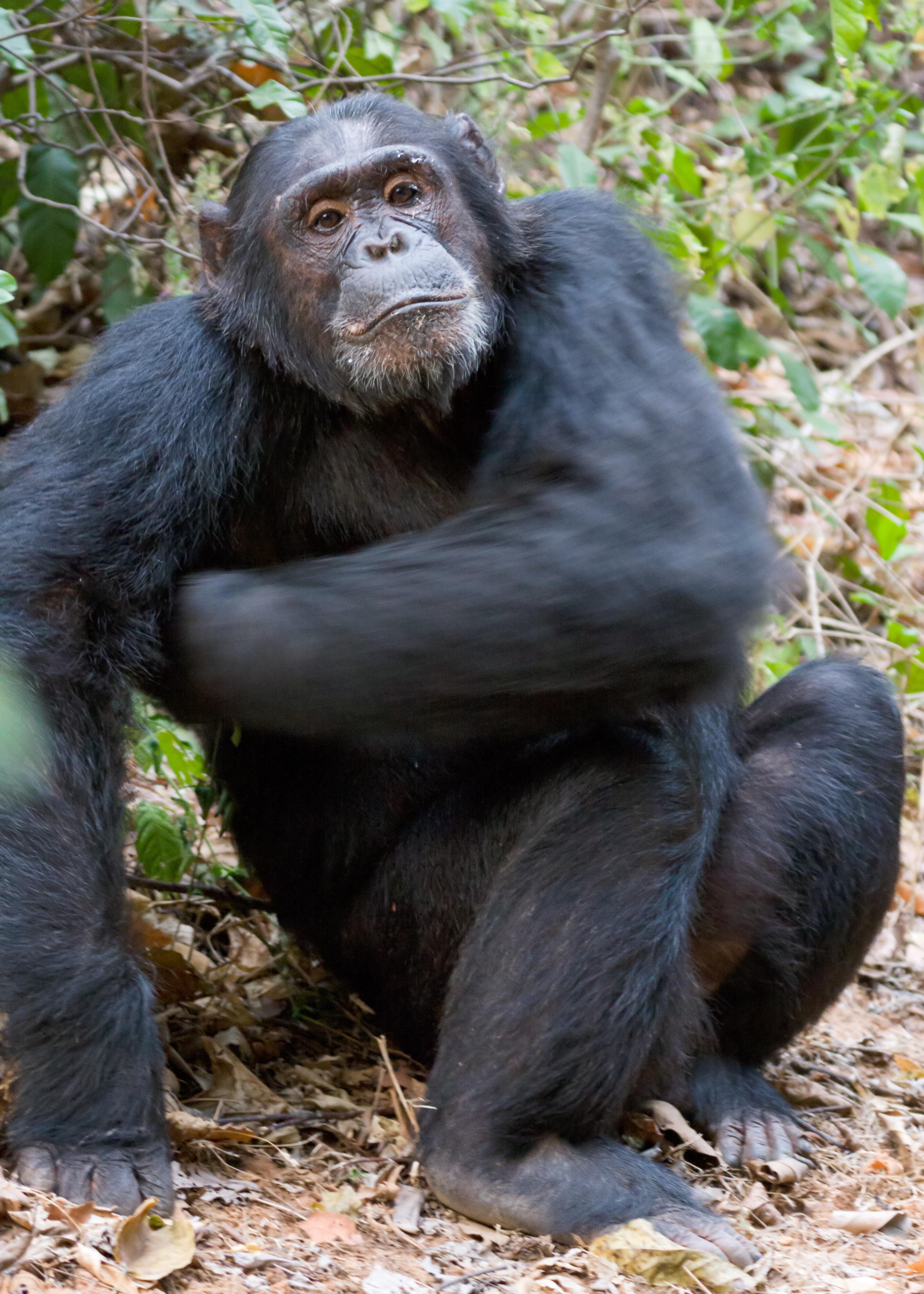
Ausgewachsener männlicher Schimpanse

Der Gombe-Stream-Nationalpark ist ein Nationalpark im Westen von Tansania (Ostafrika), direkt am Ostufer des Tanganjikasees. Er umfasst eine Fläche von etwa 52 Quadratkilometer und ist damit einer der kleinsten Nationalparks in Tansania. Er liegt 16 km nördlich der Stadt Kigoma in der Region Kigoma, unweit der Grenze zu Burundi.

## Geographie

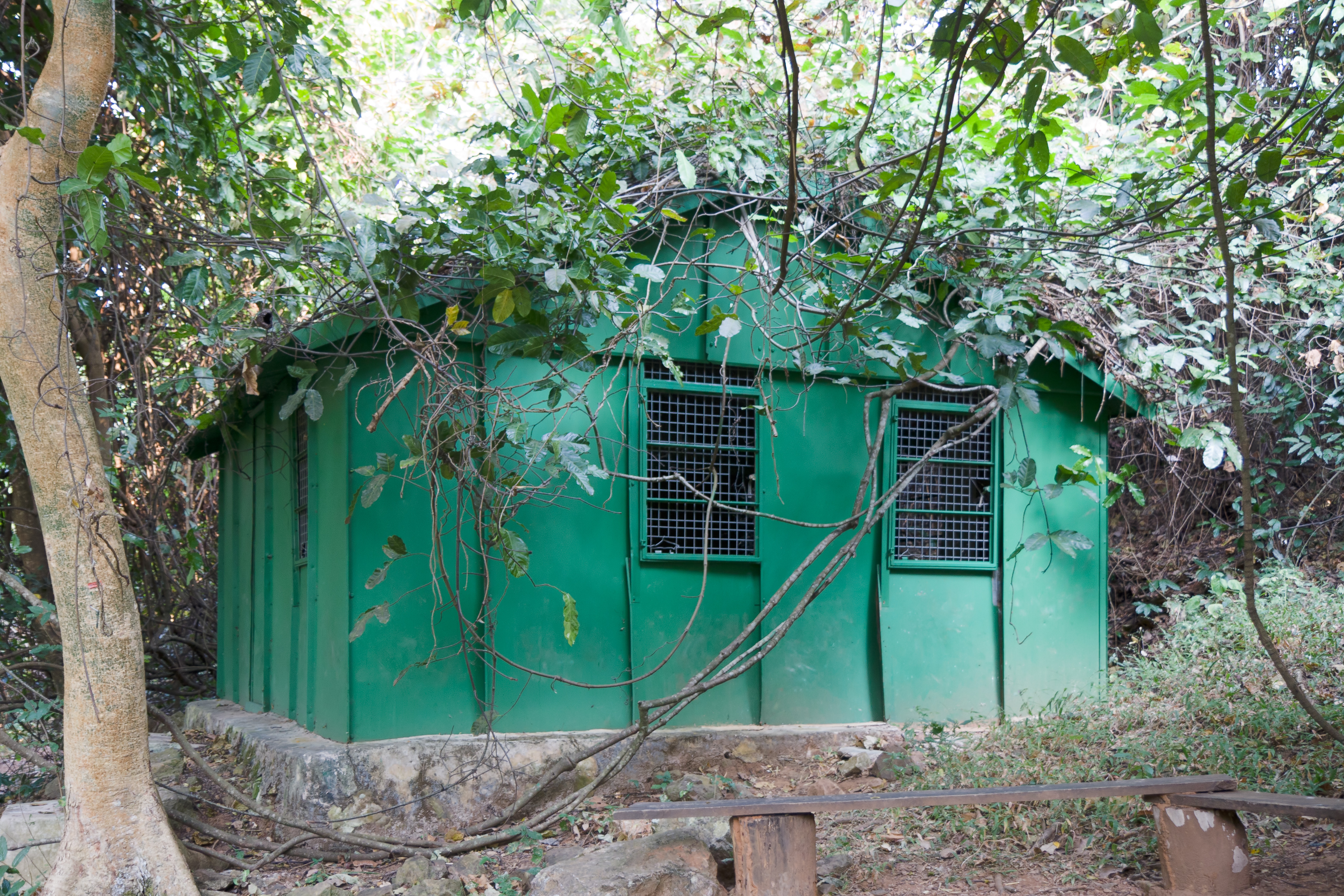
Die Fütterungsstation aus Jane Goodalls Zeiten.

Die Größe des Parks wird in verschiedenen Quellen mit 34, 52 oder 71 Quadratkilometern angegeben. Das Land steigt vom Ufer des Tanganjikasees, der rund 770 Meter über dem Meer liegt, bis auf 1600 Meter steil an. Es ist ein schmaler Streifen alten Bergwaldes, der von tiefen Tälern durchzogen wird.

## Geschichte
Das Gebiet wurde im Jahr 1943 als wichtiger Lebensraum für Schimpansen und andere Tiere erkannt und als Reservat ausgewiesen. Berühmt wurde der Park durch die Arbeiten der Verhaltensforscherin Jane Goodall, die 1960 hier ihre Arbeiten mit Schimpansen begann. Im Jahr 1968 wurde Gombe zum Nationalpark erklärt.
Eine der wichtigsten Erkenntnisse von Goodalls Verhaltensforschung war die Beobachtung Ende der 1980er Jahre, dass Primaten sich gegenseitig absichtsvoll töten. Dieses aggressive Verhalten wurde seitdem bei verschiedenen Schimpansenkolonien in 15 Fällen dokumentiert.
Der Nationalpark liegt rund zwanzig Kilometer nördlich von Ujiji, wo im Jahr 1871 der britische Forscher H.M. Stanley auf den verschollenen Entdecker und Missionar David Livingstone traf.

## Biodiversität
Neben den Schimpansen leben im Park Rote Stummelaffen, Anubispaviane, Rotschwanzmeerkatzen, Weißkehlmeerkatzen, Buschböcke, Buschschweine und Leoparden. Insgesamt wurden im Park 87 Säugetier-, 367 Vogel-, 40 Reptilien- und 23 Amphibienarten sowie 1.174 Pflanzenarten dokumentiert.

## Tourismus
Der Nationalpark wird am einfachsten mit dem Boot von Kigoma aus erreicht. Unter der Führung von Park-Rangers können Schimpansen bei ihren täglichen Aktivitäten beobachtet werden. Nur rund zweitausend Besucher kommen jährlich in den Park, sodass die Touren nicht überfüllt sind. Die beste Besuchszeit ist die Trockenzeit von Juli bis Oktober.